# Doljani (Jablanica, BiH)
Doljani su naseljeno mjesto u općini Jablanica, Federacija Bosne i Hercegovine, BiH.

## Zemljopisni položaj
Doljani se nalaze u sjevernoj Hercegovini, u sjeveroistočnom dijelu Parka prirode "Blidinje" i obroncima planine Čvrsnice. Nadmorska visina se kreće od 600 do 750 metara u samom mjestu, dok su najviši vrhovi koji okružuju selo Baćina 1282 m, Borovnika 1430 m, Vitlenica 1655 m, vertikalni kameni masiv Oklanice 1290 m i dr. Kroz cijelu dolinu Doljana teče rijeka Doljanka.

## Povijest
Prvi dolazak ljudi u Doljane je nepoznat, a prema srednjovjekovnim stećcima pretpostavlja se da su naseljeni još od vremena Rimskog doba. Razlog zbog kojeg su bili nastanjeni ovi prostori tako rano je taj da glavni put iz Bosne koji je vodio za Hercegovinu i Dalmaciju prolazio je baš kroz Doljane.
Iz srednjeg vijeka su ostali brojni stećci. Stećci se nalaze u zaseocima Orlovac, Pomen, Hasidići i mjesnom groblju Vlakanoga gdje se točno vide nadgrobni spomenici od srednjovjekovnog perioda.

### Rat u BiH
U Haagu su na MKSJ Mladen Naletilić i Vinko Martinović Štela bili optuženi za razaranje muslimanskih kuća u Doljanima, prisilno preseljavanje muslimana iz Sovića i Doljana, prisiljavanje ratnih zarobljenika na rad i pljačku muslimanskih kuća u Mostaru 1993. godine.
Pokolj u Doljanima 28. srpnja 1993. bio je ratni zločin koji su počinili pripadnici Armije RBiH i mudžahedini nad tamošnjim autohtonim stanovništvom Hrvatima. Tog dana su rečeni pripadnici Armije RBiH (konkretno, spominje se 44. brdsku brigadu ARBiH) ubili 39 Hrvata. Za ovaj zločin do danas nitko nije odgovarao. 
U Doljanima kao i u većini ratnih stratišta su najviše izgubili sami mještani jer su raseljeni, izginuli i popaljeni.

## Stanovništvo

### Popisi 1971. – 1991.
| Doljani            |               |               |               |
| godina popisa      | 1991.         | 1981.         | 1971.         |
| Hrvati             | 708 (67,49 %) | 731 (69,68 %) | 754 (71,80 %) |
| Muslimani          | 326 (31,07 %) | 316 (30,12 %) | 294 (28,00 %) |
| Srbi               | 0             | 1 (0,09 %)    | 1 (0,09 %)    |
| Jugoslaveni        | 10 (0,95 %)   | 0             | 0             |
| ostali i nepoznato | 5 (0,47 %)    | 1 (0,09 %)    | 1 (0,09 %)    |
| ukupno             | 1049          | 1049          | 1050          |

### Popis 2013.
| Doljani            |               |
| godina popisa      | 2013.         |
| Hrvati             | 293 (60,66 %) |
| Bošnjaci           | 186 (38,51 %) |
| Srbi               | 0             |
| ostali i nepoznato | 4 (0,83 %)    |
| ukupno             | 483           |

## Poznate osobe
- Mario Kovačević, nogometaš i trener
- Andrija Stipanović, košarkaš

## Sport
- Športsko-ribolovno društvo Doljani[4]

## Vanjske poveznice
- www.doljani.info
- http://www.sudbih.gov.ba/Court/Case/449
- https://www.slobodnaevropa.org/a/sjeanje-na-ubijene-u-jablanici/24673627.html